# Fredsaftale
En fredsaftale er den formelle afslutning på en krig, ofte efter en periode med våbenhvile. Det juridiske dokument, som er bindende for parterne og fastlægger tidspunktet og betingelserne for fredsaftalen, betegnes normalt som en fredstraktat. Med oprettelsen af FN i 1945 blev folkeretten det egentlige instrument for opretholdelse af fred. I henhold til denne må fredsaftaler ikke indeholde bestemmelser om ændringer af grænser mellem suveræne stater.

## Fredsaftaler i historisk perspektiv
Fredsaftaler er kendt allerede i antikken, hvor fx romerne indgik aftaler, som knyttede de tidligere fjender til Romerriget som forbundsfæller. Indtil det syttende århundrede e.kr. var dog normalt sejrherren, der dikterede betingelser i fredsaftalen, fx var den engelske konge Alfred den Store i 876 e.kr. tvunget til at afstå Danelagen til danske vikinger. Aftalen blev dog brudt ved flere lejligheder, og først 10 år senere fik parterne en aftale, der var holdbar.
Fredsaftalen som en typisk afslutning af krige efter forhandlinger på konferencer blev først almindelig praksis efter den westfalske fred i 1648.

### Danske fredsaftaler efter den westfalske fred
Roskildefreden i 1658 mellem Danmark og Sverige er blevet betegnet som "den dyreste, Danmark nogensinde har underskrevet", men betingelserne blev noget mildere ved den efterfølgende fredsaftale i 1660. Tabet af Skåne, Halland og Blekinge blev dog endeligt konfirmeret her.
Efter Napoleonskrigene måtte Danmark afstå Norge til Sverige, og ved Freden i Wien (1864), der afsluttede slesvigskrigene, afstod danskerne Slesvig og Holsten. I forbindelse med Versaillesfreden 1920 måtte Tyskland efter en folkeafstemning dog levere den nordlige del af Slesvig tilbage.

## Fredsaftaler efter 2. verdenskrig
Efter 2.verdenskrig fik uenighederne på Potsdamkonferencen den konsekvens, at der ikke blev indgået en samlet fredsaftale mellem parterne. Sejrherrerne fra krigen indgik dog seperatfred med Tysklands allierede, bortset fra Japan, i 1947. Japan opnåede i 1951 en seperatfred med USA, men først i 1956 med Sovjetunionen. Den 12. september 1990 indgik USA, Sovjetunionen, England og Frankrig en aftale med BRD og DDR. Denne anses som en nødvendig forudsætning for Tysklands genforening.
Koreakrigen afsluttedes i 1953 med en våbenhvile, men i 2011 er der ikke påbegyndt forhandlinger om en fredsaftale.
I forbindelse med Palæstinakonflikten indgik Israel og Ægypten i 1978 en fredsaftale, Camp David-aftalen,  som et første skridt på vejen mod fred i Mellemøsten. Gennem Oslo-aftalen fra 1993 opnåedes en gensidig anerkendelse af PLO som repræsentant for Palæstinenserne og Israel som legitim stat. I 1994 sluttede Israel fred med Jordan, mens de forhandlinger, man indledte i 2008 med Syrien med Tyrkiet som mægler, er blevet afbrudt på ubestemt tid.
Daytonaftalen fra 1995 var en fredsaftale, som tilsigtede at afslutte kamphandlingerne i det opløste Jugoslavien. Processen mod varig fred på Balkan omfatter dannelsen af Kosovo, som dog ikke anerkendes af Serbien og Rusland.